# Steigbaum
Der Steigbaum (auch Steighaken, Steigleiter, Sturmleiter, Einholmleiter) ist ein einfaches Gerät zur Überwindung von Höhen, das im Militär und im Bergbau schon lange bekannt ist.

## Militärtechnik

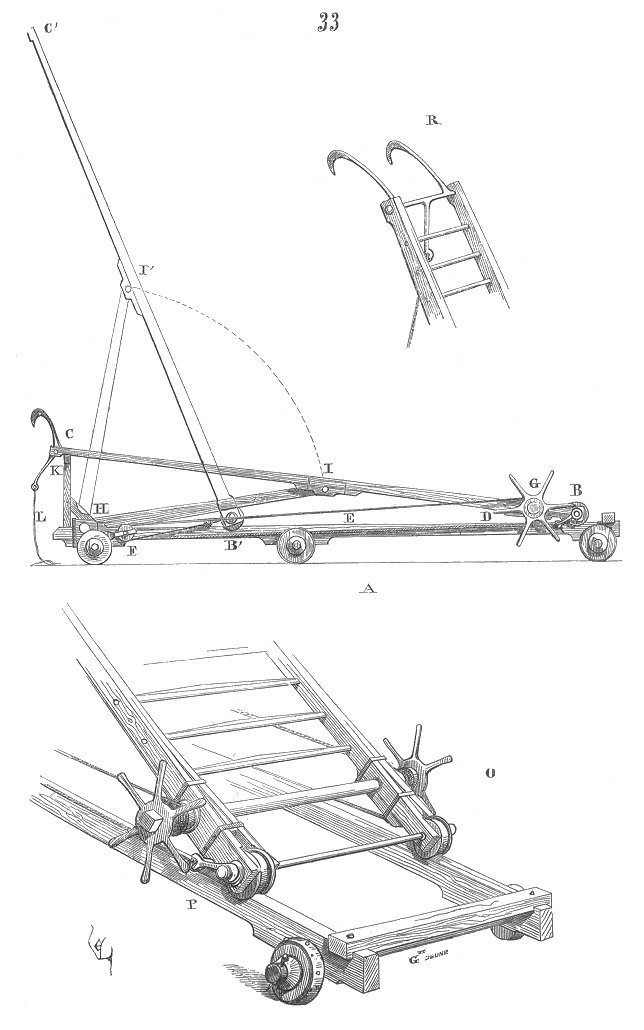
Zweiholmige Sturmleiter

Der Steigbaum ist vermutlich seit der vorchristlichen Zeit bekannt und wurde bei Tiefbauarbeiten in Lindau (Bodensee) gefunden. Als Ursprung ist ein langer Baumstamm mit seitlich eingesteckten Tritthölzern zu vermuten.

Für diesen Steigbaum, auch Einholmleiter, sind auch andere Begriffe bekannt, wie Steighaken oder Sturmleiter. Mit Steighaken und der Sturmleiter als Weiterentwicklung des Steigbaums, später zweiholmig, erschließt sich die Bedeutung der besonderen Leiterform. In der zweiholmigen Ausführung war auch die Bezeichnung Mauerbrecher gebräuchlich. Die heutige moderne Form ist die ebenfalls zweiholmige Hakenleiter der Feuerwehr.
Eskaladieren (Eskalade, frz.: escalader, escalade), bedeutet mittels Sturmleitern ersteigen, also die Ersteigung von Mauern oder steilen Böschungen. Dieses Gerät war ein wichtiges mittelalterliches Kriegsgerät. Häufig einholmig mit an der Spitze angebrachten Haken war es leicht und gut zu handhaben. So sollten die Sturmkolonnen den Wall der Burg oder Festung auf Sturmleitern ersteigen, versuchen sich dort festzusetzen und das Tor von innen öffnen, um den Reserven den Weg frei zu machen.

## Zivile Nutzung

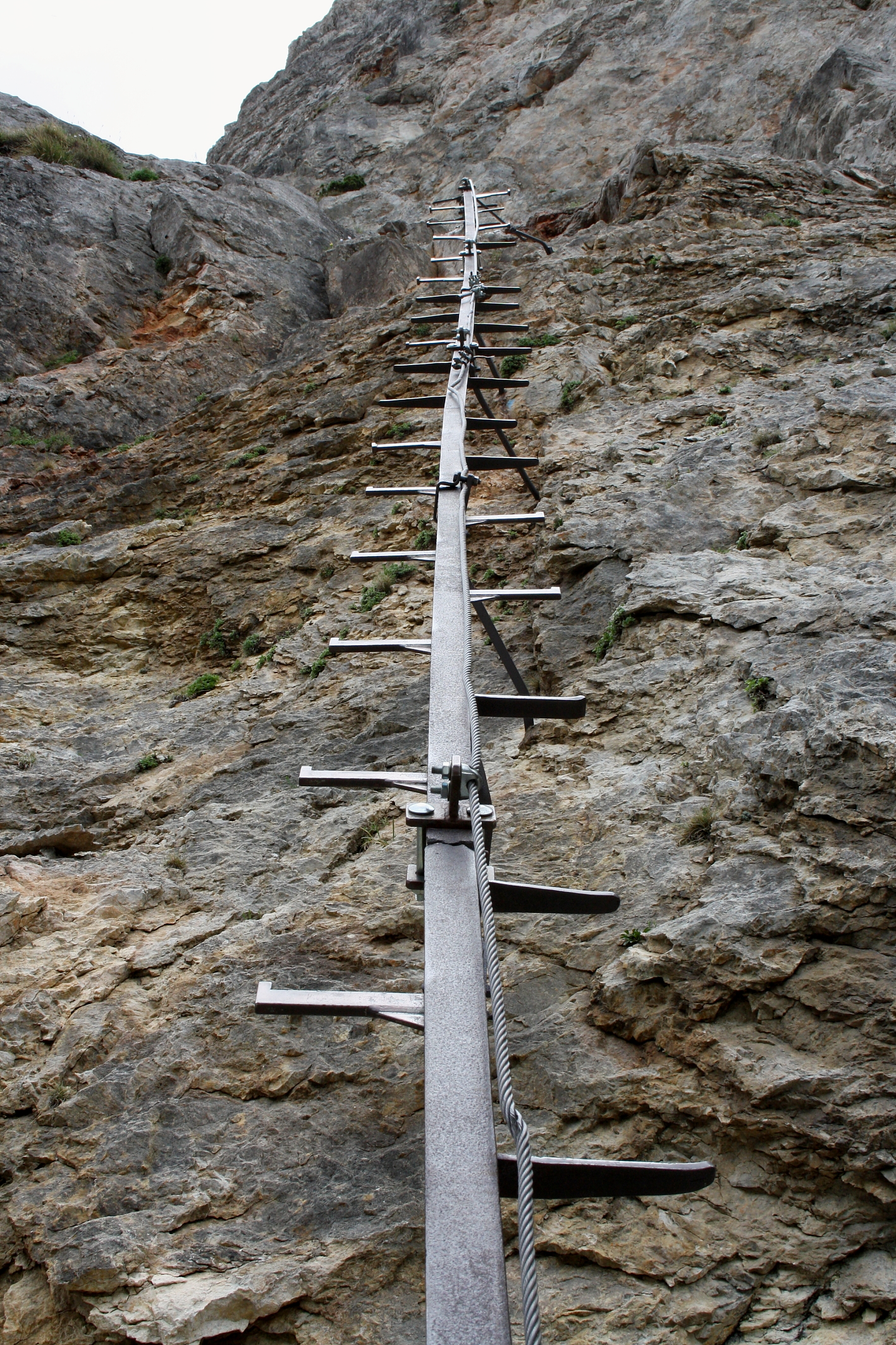
Steigbaum als Kletterhilfe (Einholmleiter) am Hans-von-Haid-Steig

In der Oeconomischen Encyclopädie (1773–1858) von J. G. Krünitz wird der Steigbaum den Treppenwangen gleichgesetzt: „Treppenwange, Treppenbacke, Quartierbaum, Steigebaum, beim Zimmermanne, die Seitenbohle einer Treppe, worein die Stufen eingelocht werden. Eine frei liegende Treppe, oft auch eine an der Wand liegende, hat zwei dergleichen Wangen zu beiden Seiten der Stufen, worin diese befestiget werden, so auch die Setzstufen.“
Bergleute bezeichnen einen mit tiefen Kerben versehenen Baumstamm zum Überwinden steiler Stellen in der Grube (z. B. Felsstufen) als Steigbaum, welcher an steileren Stellen neben dem Fördergestänge zu finden ist. Diese Steigbäume dienten als Aufstiegshilfen, anstelle von Leitern, auf denen die Bergknappen das Erz über Tag befördern.
Im Museum für Archäologie des Kantons Thurgau im schweizerischen Frauenfeld kann man einen 5400 Jahre alten Steigbaum aus dem Pfahlbaudorf Arbon-Bleiche betrachten; dieser Steigbaum diente somit bereits in der Jungsteinzeit als Leiter.
Heute werden Steigbäume bzw. Einholmleitern z. B. im Obstanbau (z. B. Tiroler Steigtanne) und im Schachtbau aufgrund ihres geringen Gewichts eingesetzt.

## Formen
- Steigbaum (Treppenwange) → Baumstamm oder Seitenbohle einer Treppe, worin die Stufen eingelocht werden, siehe Einbaumleiter, eingekerbte Baumstamm und Holztreppe
- Steigbaum (Einholmleiter) → Leiter in Form einer Stange, aus welcher zu beiden Seiten die Sprossen hervorstehen
- menschlicher Steigbaum → „Räuberleiter“

## Heraldik
In der Heraldik ist er als gemeine Figur selten.
Im Wappen der Familie von Bredow ist er abgebildet. „Das Geschlecht führte einen roten Steighaken in seinem Wappen, der gleichsam als Sinnbild für seinen Aufstieg in die erste Reihe des brandenburgischen Adels steht.“ Ebenso führen Orte, die unter der Herrschaft derer von Bredow standen, den Steigbaum in ihrem Wappen. Dies betrifft vor allem viele Orte im Havelland, wie z. B. Brieselang.
Als zweiholmige Ausführung ist die Sturmleiter im Wappen der Freiherren von Lützow (Beschlag der Familiengruft in der Kirche von Eickelberg).
Die Familie Risch von Chur aus der Stadt Chur (Schweiz) zeigt zwei unterschiedliche Steigbäume in ihrem Wappen anno 1887.
Die Wappenbeschreibung ist:
- In Rot auf drei grünen Spitzen goldener Steigbaum
- In Blau auf drei grünen Spitzen grüner Steigbaum

Die Eindeutigkeit der heraldischen Figur als Steigbaum war nicht immer klar. Oft als Handrammen, Gondelschnäbel und zuletzt als Steigbaum wurde sie beschrieben.

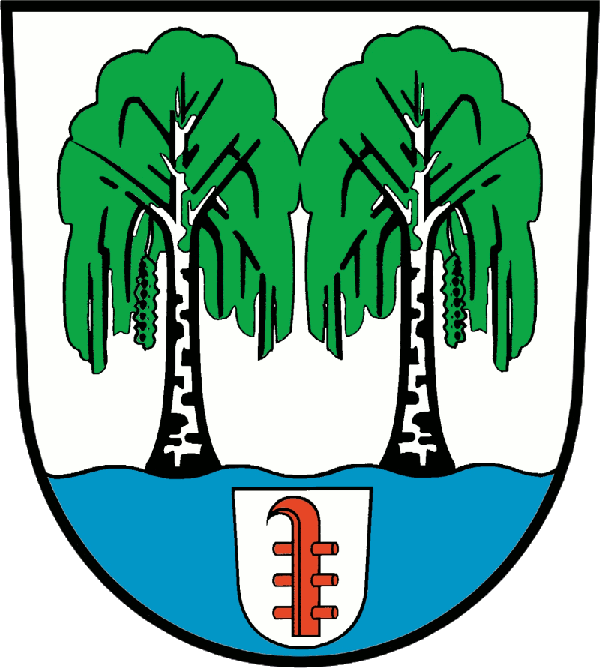
Wappen von Brieselang
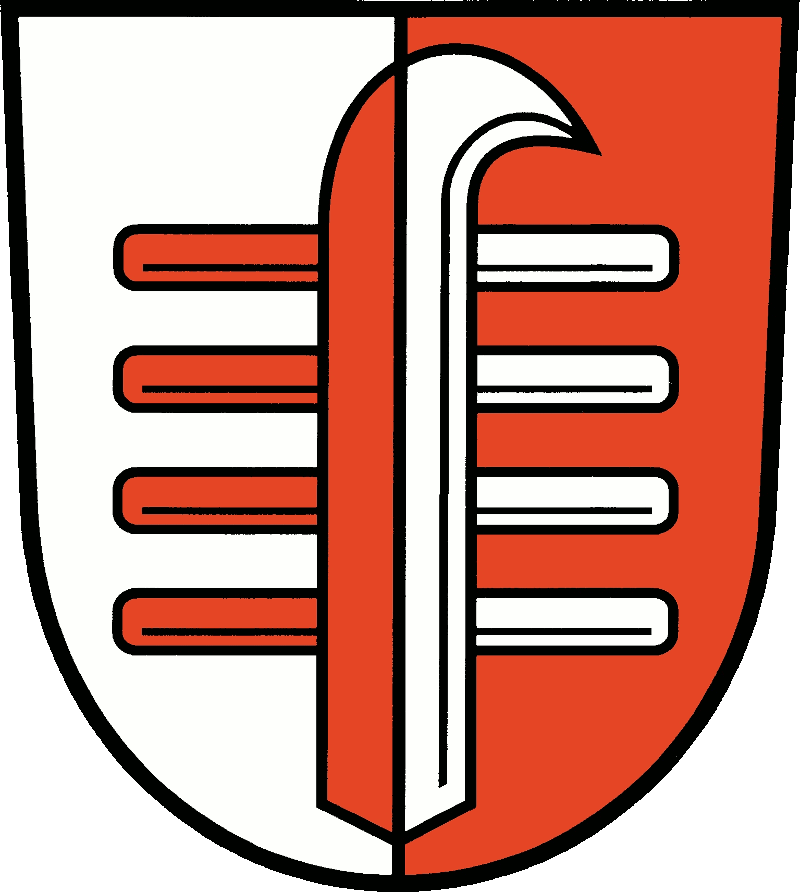
Steigbaum im Wappen von Amt Brüssow (Uckermark)
Steigbaum im Wappen von Doksy
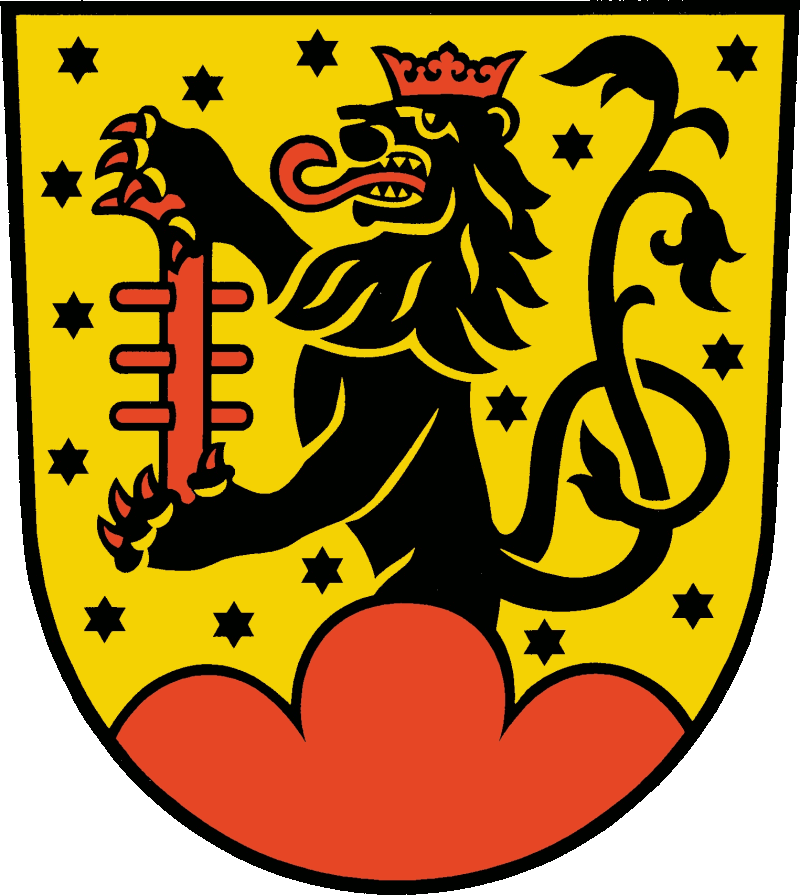
Steigbaum im Wappen vom Löwenberger Land
Bredow (Adelsgeschlecht)
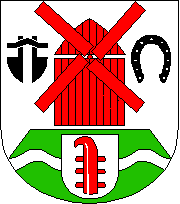
Vehlefanz
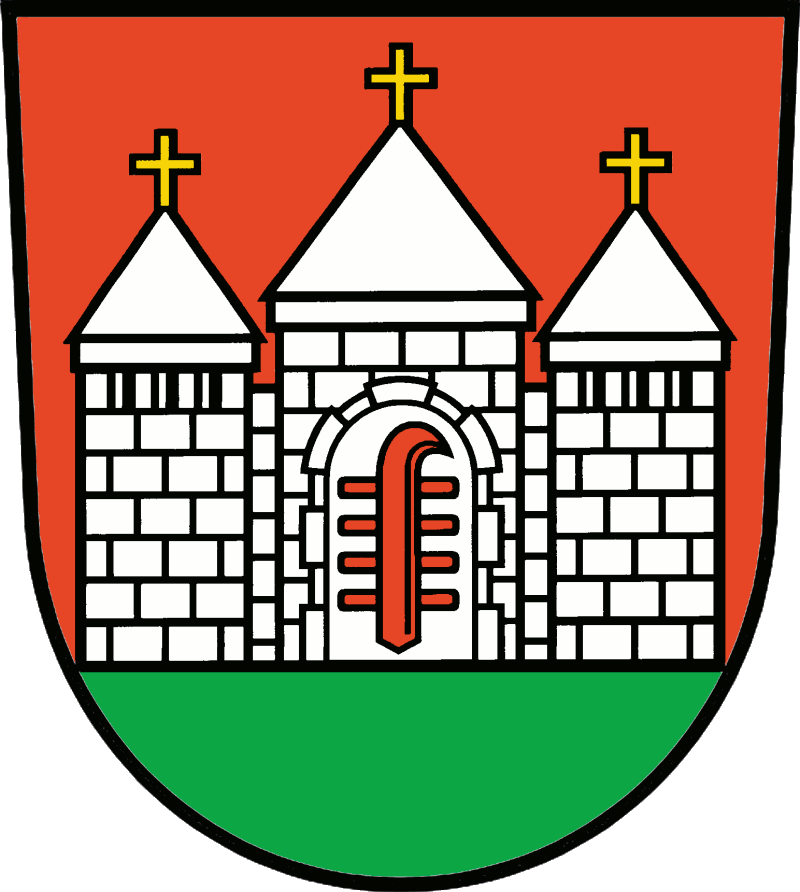
Brüssow
Šedivec
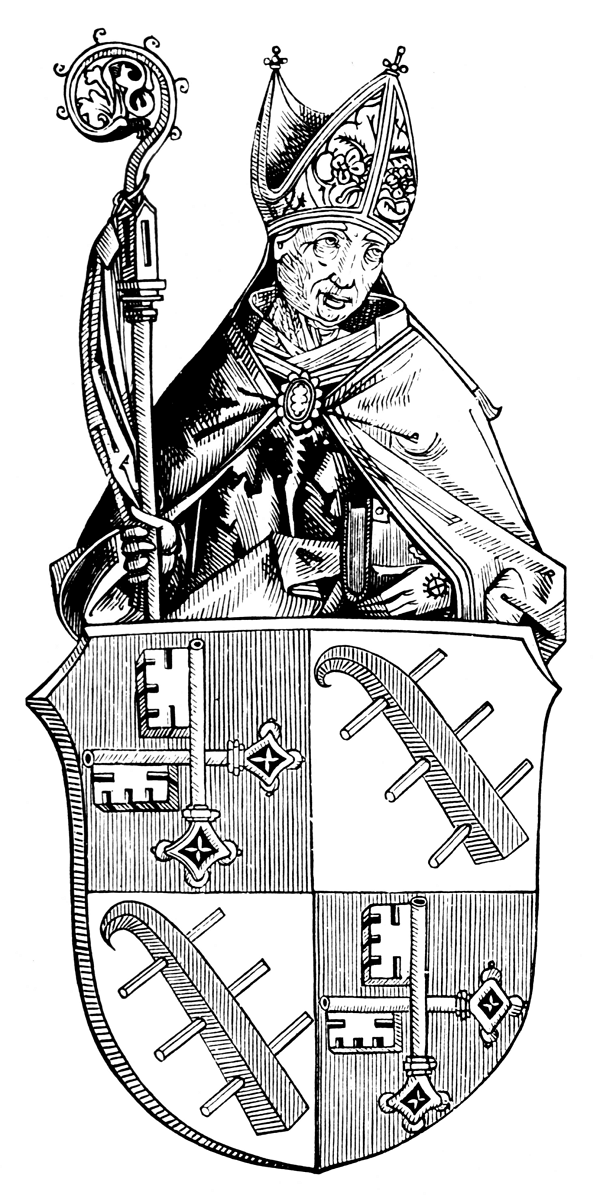
Joachim I. (1441–1507), Bischof von Brandenburg, Holzschnitt im Messbuch des Bistums Brandenburg um 1480
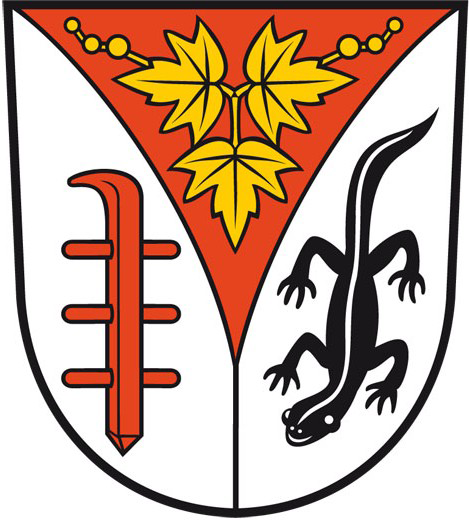
Ortsteil Bredow Gemeinde Brieselang
Ortsteil Zeestow Gemeinde Brieselang
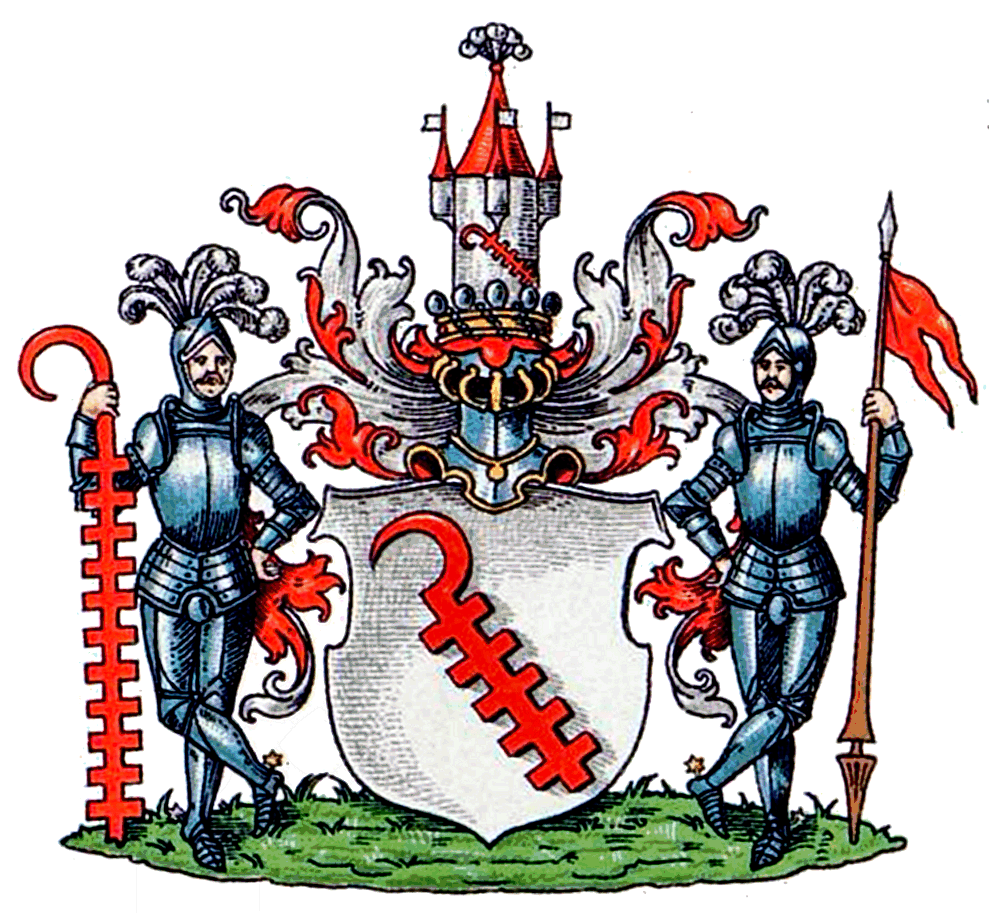
Wappen der Freiherren von Donop von 1548 im Wappenbuch des Westfälischen Adels